# Igreja Paroquial de Relíquias
A Igreja Paroquial de Relíquias, igualmente denominada de Igreja Paroquial de Relíquias, Igreja de Nossa Senhora de Relíquias ou Igreja de Nossa Senhora da Assunção, é um monumento religioso na aldeia de Relíquias, no Município de Odemira, na região do Alentejo, em Portugal.

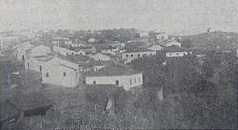
Vista geral de aldeia de Relíquias, nos princípios do século XX.

## Descrição
A igreja é dedicada a Nossa Senhora da Assunção. Integra-se nos estilos manuelino, barroco e vernacular. Tem uma só nave. No interior destaca-se o altar, com talha dourada e policromada.

## História
Foi provavelmente construída no século XVI. Pertenceu originalmente à Ordem de Santiago, sendo um exemplo dos templos rurais que aquela ordem militar construiu dentro dos seus domínios. Em meados do século XVIII, foram instalados os altares com talha dourada, e na segunda metade dessa centúria foi remodelada a fachada principal. No século XIX foi executado o altar-mor.
Foi alvo de grandes obras de remodelação na década de 1980, que incluíram o restauro em geral do imóvel, com substituição da cobertura e do pavimento, a remoção das mesas do altar, a redouragem da talha dos retábulos, e a colocação de um guarda-vento.